# Glogghüs
Das Glogghüs (Glockhaus, Obwaldner Mundart Glogghuis, Haslitaler Mundart Glogghüs) ist ein Berg in den Unterwaldner Voralpen.
Das Glogghüs ist 2534 m ü. M. hoch und liegt zwischen der Melchsee-Frutt im Nordosten und der Mägisalp im Südwesten, von wo aus es mit einem Sessellift der Bergbahnen Meiringen-Hasliberg erschlossen ist.
Auf seinem langgezogenen Gipfel stossen die Gebiete der Gemeinden Kerns (Kanton Obwalden) und Hasliberg (Kanton Bern) zusammen.

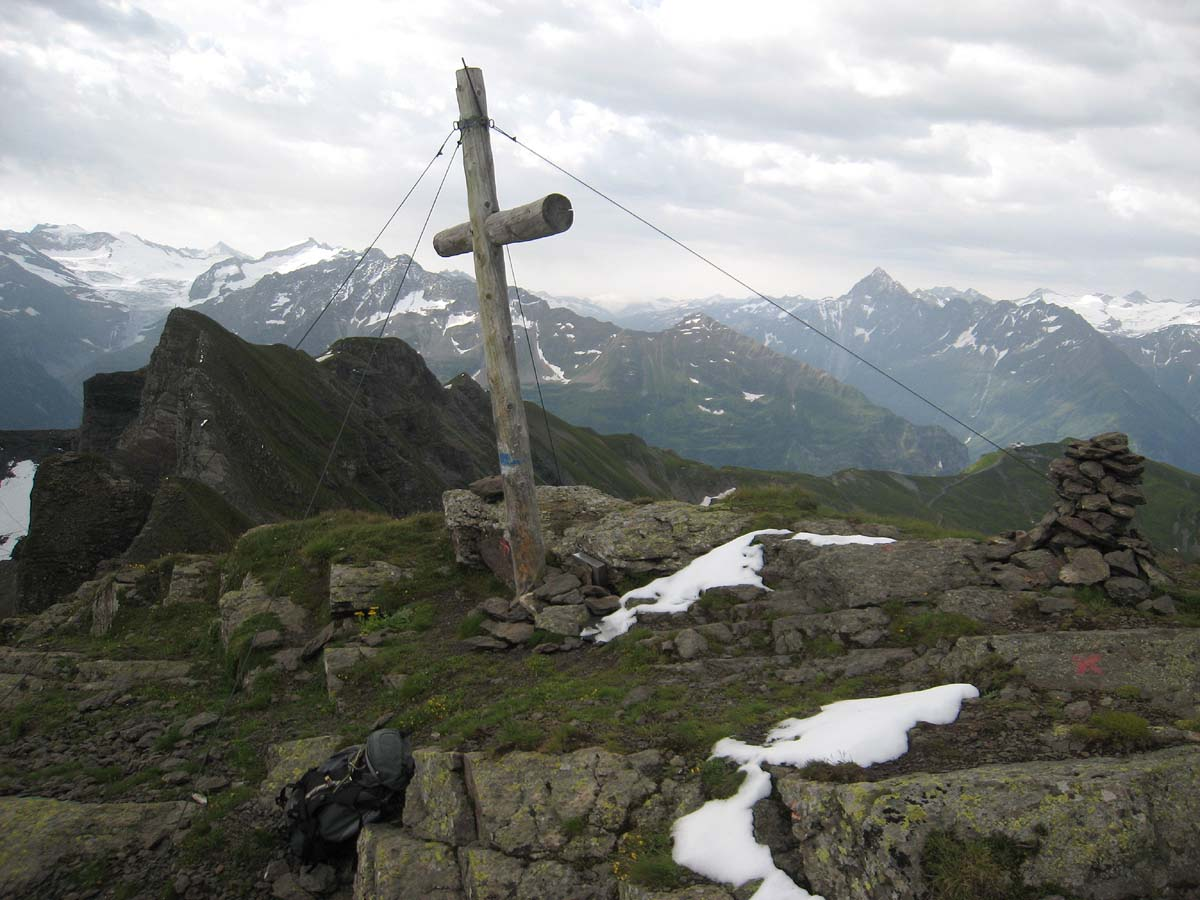
Gipfelkreuz